# Kenneth Baxter Wolf
Kenneth Baxter Wolf (Santa Bárbara, California, 1 de junio de 1957) es un historiador y medievalista estadounidense.

## Biografía
Es profesor de historia en Pomona College, en Claremont (California). Ha escrito obras como Christian Martyrs in Muslim Spain (Cambridge University Press, 1988), The Normans and Their Historians in Eleventh-Century Italy (University of Pennsylvania Press, 1995) y The Poverty of Riches. St. Francis of Assisi Reconsidered (Oxford University Press, 2003),
También ha traducido textos como Conquerors and Chroniclers of Early Medieval Spain (Liverpool University Press, 1990), The Deeds of Count Roger and of His Brother Duke Robert Guiscard (University of Michigan Press, 2005) y The Life and Afterlife of St. Elizabeth of Hungary. Testimony from her Canonization Hearings (Oxford University Press, 2011), entre otras.